# Altervista
Altervista es una empresa de alojamiento gratuito de blogs y sitios web. Fue fundada en diciembre de 2000 por un estudiante de universidad, con un gasto inicial de 30.000 liras italianas (unos 15 euros). Altervista aloja aproximadamente 1,7 millones de sitios web que en conjunto producen mensualmente 7,6 visitantes únicos y 1,5 millones de páginas vistas.

## Idiomas disponibles
Altervista fue lanzado inicialmente en el mercado italiano. En febrero de 2010 se presentó la versión en inglés. 